# Clan Ii

Kamon del clan Ii

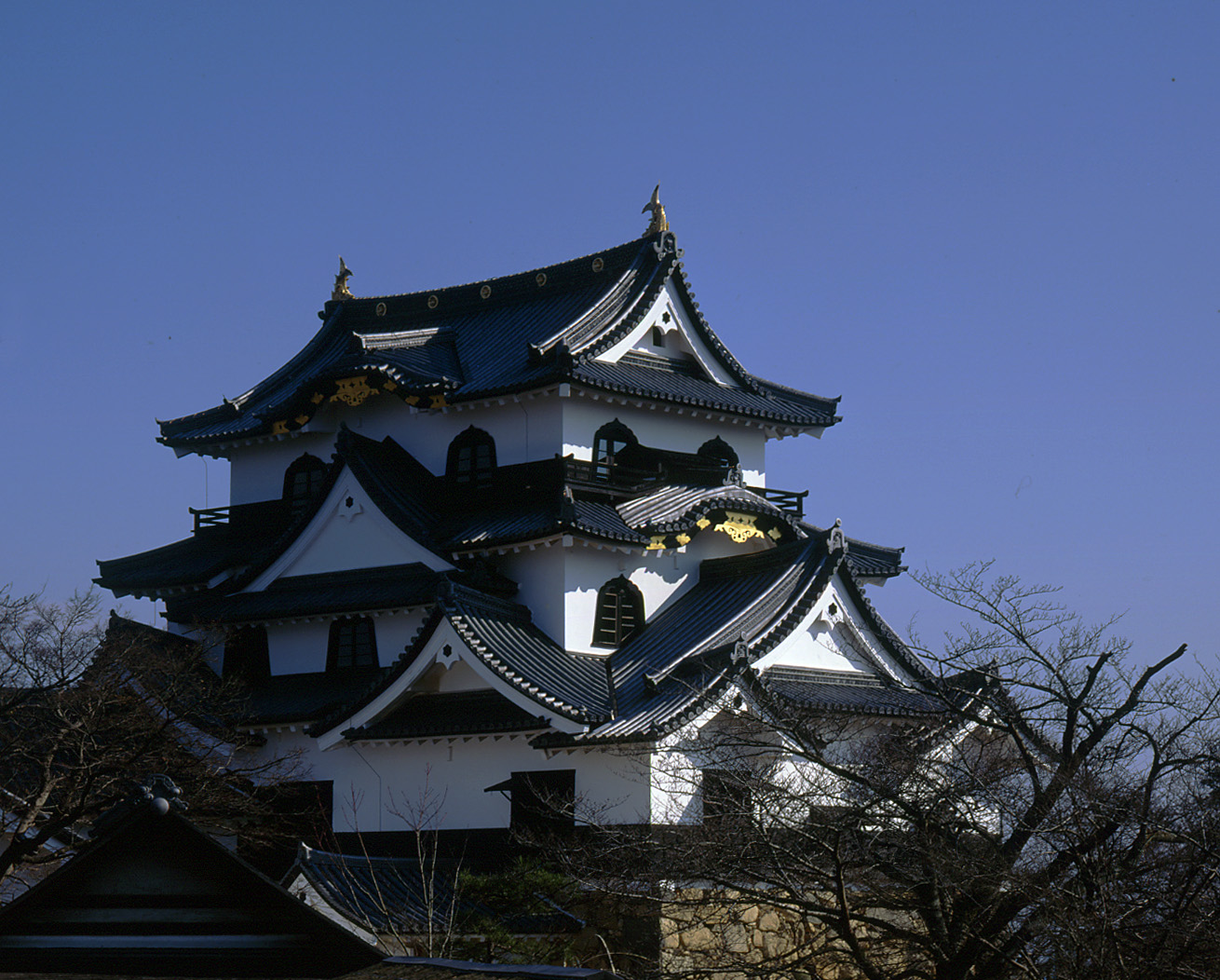
Castillo de Hikone, la sede del clan Ii durante el Período Edo.

El Clan Ii (井伊氏 Ii-shi?) fue un clan japonés que provenía de la Provincia de Tōtōmi. 
Era un clan vasallo del Clan Imagawa, y luego cambió al Clan Matsudaira de Tokugawa Ieyasu de la Provincia de Mikawa.
El cambio de vasallaje de clanes se dio bajo el liderazgo de Ii Naotora. Aunque tras la muerte de Imagawa Yoshimoto en la batalla de Okehazama muchos clanes vasallos comenzaron a servir a otros señores, el clan Ii siguió sirviendo a los Imagawa unos años más, pero tras el fallido intento de conquistar el castillo de Hikuma al clan Iio en 1564, la posición del clan se vio debilitada frente al resto de clanes vasallos de Imagawa, lo que acabó llevando a la decisión de Ii Naotora de aliarse con Tokugawa Ieyasu a través del Clan Matsudaira.
El sucesor de Naotora, el célebre Ii Naomasa, un miembro de este clan del siglo XVI, sirvió como uno de los generales de Tokugawa Ieyasu, convirtiéndose en uno de los Cuatro Reyes Celestiales (四天王 shitennō?,  generales samurái de alta eficacia) de Tokugawa Ieyasu y recibió el feudo de Hikone como recompensa por su conducta en la batalla de Sekigahara. El clan Ii y algunas ramas secundarias siguieron siendo daimios mientras duró el Período Edo.
Ii Naosuke, un famoso político del final del período Edo por estar presente en la firma del Tratado de Kanagawa, era miembro de este clan.
- Datos: Q2243336
- Multimedia: Ii clan / Q2243336